# Gråbrun fältmätare
Gråbrun fältmätare (Thera cognata) är en fjärilsart som beskrevs av Carl Peter Thunberg 1792. Gråbrun fältmätare ingår i släktet Thera och familjen mätare. Arten är reproducerande i Sverige. Inga underarter finns listade i Catalogue of Life.

## Bildgalleri

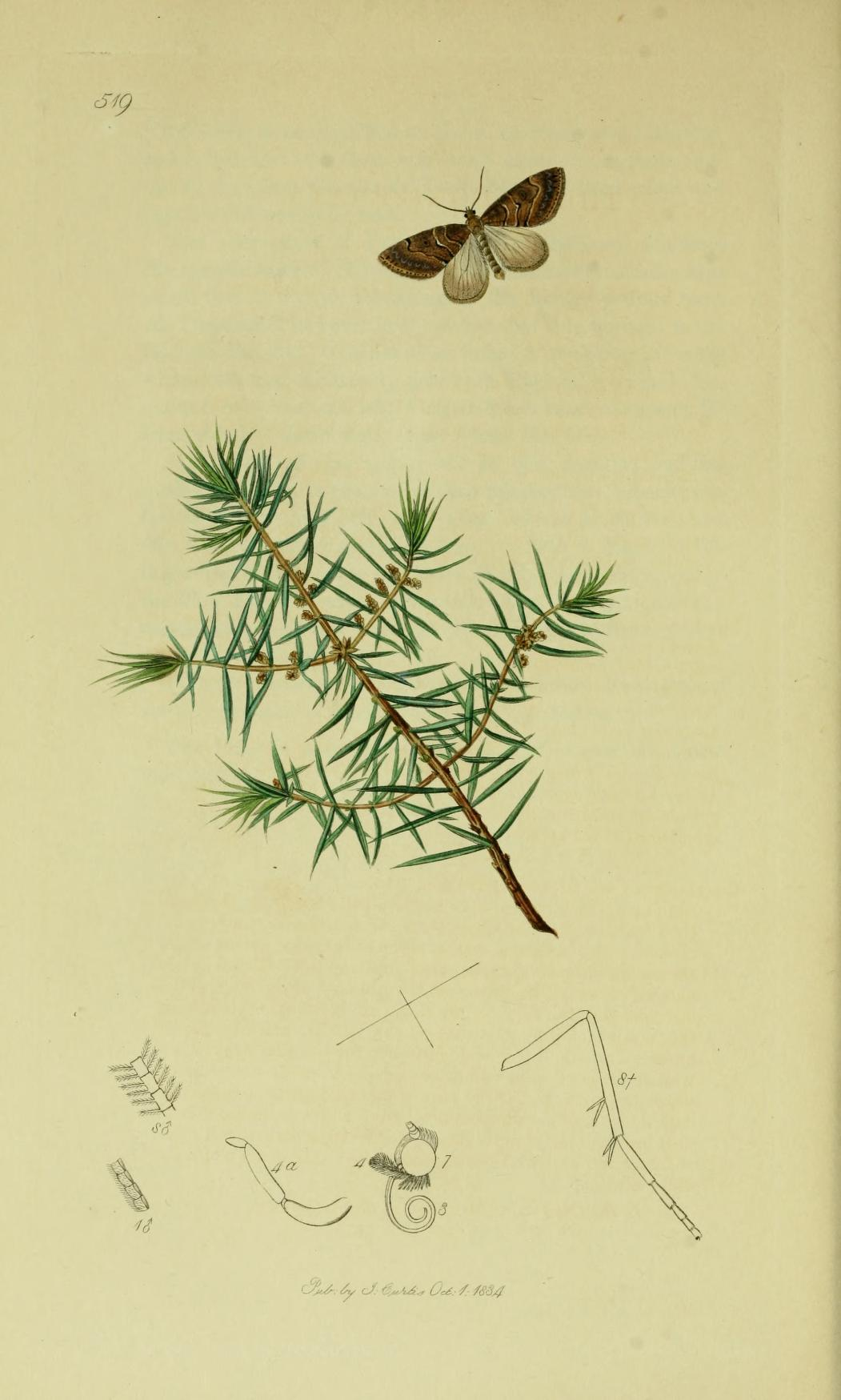